# Oo-Wee
«Oo-Wee» es una canción del músico británico Ringo Starr, publicada en el álbum de estudio Goodnight Vienna (1974). La canción fue producida por Richard Perry y fue publicada como Lado B de Snookeroo.  En 2007, Oo-Wee se incluyó en la compilación Photograph , pero solo en la versión digital, donde reemplaza a Hey! Beby  de la versión CD.

## Créditos
- Ringo Starr: Voz, Batería
- Dennis Coffey: Guitarra
- Klaus Voormann: Bajo eléctrico
- Dr. John: Piano
- Jim Keltner: Batería
- Vini Poncia: coros
- Clydie King: coros
- The Blackberries: coros
- Trevor Lawrence: Trompa
- Steve Madaio: Trompa
- Bobby Keyes: Trompa
- Lou McCreery: Trompa